# Barranc del Pou (Noguera)
El Barranc del Pou és un corrent fluvial de la Noguera, que neix al sud del poble de Lluçars i desemboca al riu de Tòrrec.